# Dobronas
Dobronas ou Dobronja est un haut dignitaire slave de la première moitié du XIe siècle, qui gouverne la région de Zadar et de Split sous la suzeraineté de l'Empire byzantin. Il appartient à l'importante famille des Madi qui domine Zadar à cette période.

## Biographie

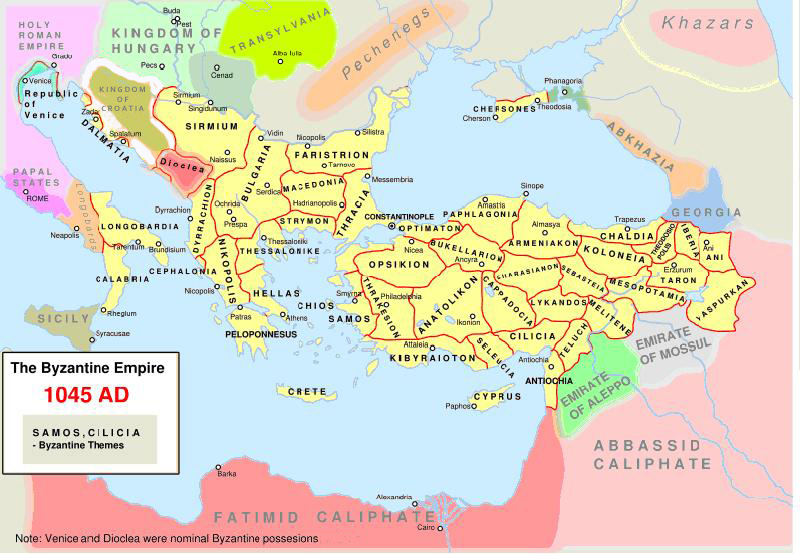
L'Empire byzantin vers les années 1040-1050. La Dalmatie est alors la région côtière enclavée dans le royaume croate.

Dobronas apparaît dans les sources sous le règne de Romain III Argyre (1028-1034). Selon Kékauménos, il est alors archon et toparque de Dalmatie, à laquelle l'auteur byzantin se réfère comme la région autour des cités de Zadar et de Split. Un débat demeure entre les historiens pour connaître son statut exact. Certains estiment qu'il dirige les deux villes de la région dalmate tenue par les Byzantins tandis que d'autres, comme Lujo Margetic, estiment qu'il gouverne en réalité le royaume de Croatie, resté indépendant.
Si les conquêtes territoriales de Basile II (1076-1025) ont rétabli l'entière souveraineté byzantine sur les Balkans, la région dalmate bénéficie d'un statut de grande autonomie depuis les temps de Basile Ier. Les successeurs de Basile, tant Constantin VIII (1025-1028) que Romain III préfèrent s'appuyer sur des seigneurs locaux comme Dobronas que sur une administration byzantine directe. Ce dernier se rend à Constantinople pour prêter allégeance à Romain Argyre et recevoir de sa part des cadeaux mais aussi la dignité de protospathaire et la fonction de stratège (gouverneur) du thème de Dalmatie. Ces relations privilégiées se retrouvent dans les importantes découvertes archéologiques dans la région de Zadar, puisqu'un grand nombre de monnaies byzantines représentant Romain III ont été excavées, qui pourraient avoir été ramenées par Dobronas. Ces richesses auraient servi à financer un important programme de construction à Zadar. Quelques années plus tard, il est de nouveau richement reçu par l'empereur. Néanmoins, les relations se dégradent avec Michel IV (1034-1041) car à l'occasion de son retour à Constantinople en 1036, il est cette fois emprisonné et semble être mort en captivité quelques années plus tard.
Dobronas a souvent été associé à un personnage nommé Grégoire, qui apparaît sur une inscription de la cathédrale de Zadar, auquel cas Grégoire serait son patronyme chrétien. Cependant, les historiens les plus récents comme Florin Curta estiment plutôt qu'ils sont frère.